# Tři noci týdně
Tři noci týdně (v originále Trois nuits par semaine) je francouzská romantická komedie z roku 2022, kterou režíroval Florent Gouëlou. Snímek měl světovou premiéru na filmovém festivalu v Benátkách dne 31. srpna 2022.

## Děj
Baptiste pracuje v obchodě Fnac, ale chce se stát uměleckým fotografem. Jeho přítelkyně Samia náhodou potká Cookie Kunty, drag queen. Ta je mimo jeviště mladík jménem Quentin. Baptiste se s ním pouští do fotografického projektu a objevuje svět pařížských drag queen. Postupně se sbližuje s Quentinem, až zpochybňuje svůj vlastní vztah se Samiou. 

## Obsazení
| Pablo Pauly               | Baptiste               |
| Romain Eck                | Quentin / Cookie Kunty |
| Hafsia Herzi              | Samia                  |
| Harald Marlot             | Bobel                  |
| Mathias Jamain Houngnikpo | Kiara Bolt             |
| Holy Fatma                | Iris                   |
| Calypso Baquey            | Cassandre              |
| Jean-Marie Gouëlou        | strýc Jean             |
| Florent Gouëlou           | Javel Habibi           |